# Moulay Idris

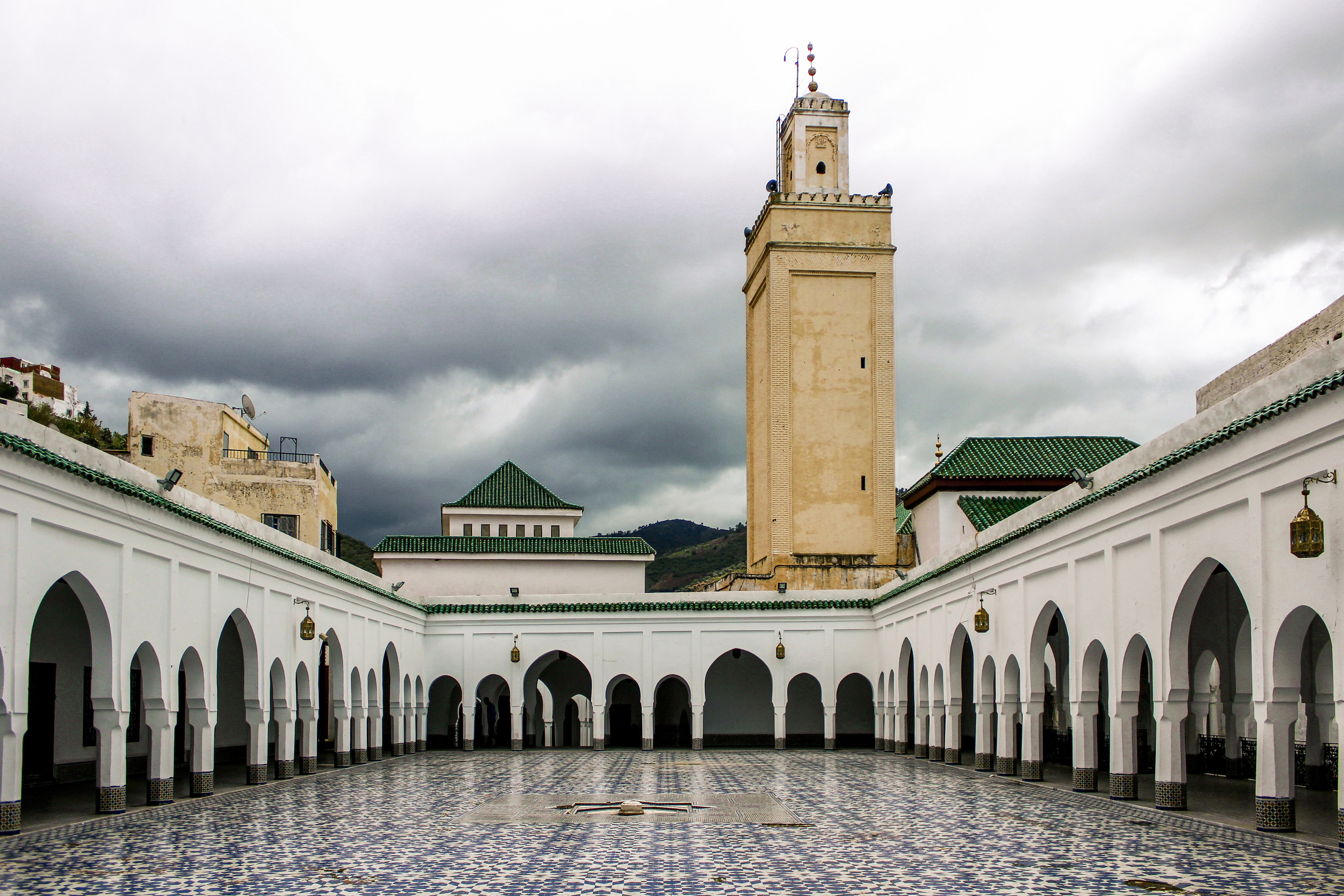
Blick in den Moscheehof

Moulay Idris oder Moulay Driss Zerhoun (arabisch مولاي إدريس زرهون, DMG Mūlāy Idrīs Zarhūn; Zentralatlas-Tamazight ⵎⵓⵍⴰⵢ ⴷⵔⵉⵙ ⵣⵕⵀⵓⵏ Mulay Dris Ẓṛhun) ist eine Stadt mit etwa 10.000 Einwohnern in der Präfektur Meknès in der Region Fès-Meknès in Marokko. Wegen des hier befindlichen Grabes des Staatsgründers Idris I. gilt sie vielen Muslimen als heilig und durfte bis weit ins 20. Jahrhundert hinein nicht von Ausländern betreten werden.

## Lage und Klima
Die Stadt liegt etwa 30 km (Fahrtstrecke) nördlich der Stadt Meknès auf einer ca. 550 m hohen Bergkuppe des Zerhoun-Massivs. Wenige Kilometer entfernt befinden sich die Ruinen der antiken Stadt Volubilis. Das Klima ist gemäßigt bis warm; Regen (ca. 600 mm/Jahr) fällt hauptsächlich in den Wintermonaten.

## Bevölkerung
| Jahr      | 1994   | 2004   | 2014   | 2024   |
| Einwohner | 12.521 | 12.611 | 11.615 | 10.038 |

Moulay Idris ist eine von nur wenigen Städten Marokkos, deren Bevölkerung seit 1994 deutlich zurückgegangen ist.

## Wirtschaft
Moulay Idris lebt im Wesentlichen vom innermarokkanischen Pilgertourismus. Auch ausländische Besucher bringen etwas Geld in die Kassen der Stadt.

## Geschichte
Die Stadt wurde im Jahr 788 von Idris I. gegründet. Hier befindet sich auch sein Mausoleum, das in einer Zāwiya erbaut wurde.

## Sehenswürdigkeiten
- Von einem Aussichtspunkt hinter der Stadt bietet sich ein eindrucksvolles Panorama über die Stadt und die Grabmoschee Idris’ I.
- Die Grabmoschee selbst ist für Nichtmuslime nicht zu betreten.
- Nahe beim Aussichtspunkt erhebt sich das runde und insgesamt mit Kacheln überzogene Minarett einer Moschee.

Umgebung
- Die Ruinen des antiken Volubilis sind nur etwa 2 km entfernt.